# 朱栾萜烯
朱栾萜烯（英語：Valencene），又称巴伦西亚桔烯，音译瓦伦烯。是一种具有柑橘类气味的倍半萜。可以从巴伦西亚橙（英語：Valencia oranges）中廉价获取，其英文名字也来源于此。用于日化及食用香料。
朱栾萜烯在生物体内由法尼基焦磷酸经过朱栾萜烯合成酶转化得到。朱栾萜烯是西柚香味来源圆柚酮的前体 。工业上制备朱栾萜烯由圆柚酮与氢气发生Wolf—Kishner还原反应制备得到。